# غاري ميرفي
غاري ميرفي (بالإنجليزية: Gary Murphy)‏ هو لاعب غولف أيرلندي، ولد في 15 أكتوبر 1972 في كيلكيني في جمهورية أيرلندا.

## وصلات خارجية
- غاري ميرفي على موقع رابطة أوروبا للاعبي الغولف المحترفين (الإنجليزية)
- غاري ميرفي على موقع التصنيف العالمي الرسمي للغولف (الإنجليزية)